# ラルフ・ランドルフ・ガーリー
ラルフ・ランドルフ・ガーリー（Ralph Randolph Gurley、1797年5月26日 - 1872年7月30日）は牧師であり、自由黒人アメリカ人の国として西アフリカのリベリア植民地を提供することを提案したアメリカ植民地協会(ASC)の主要な人物だった。
ガーリーは1797年5月26日にアメリカ合衆国コネチカット州レバノンで生まれた。1818年にイェール大学で学士号を取って卒業した。ワシントンD.C.に移転し、長老派教会員として説教士の資格を得たが、叙任されることはなかった。それにもかかわらず、第21および第22議会、再度第30及び第31議会でアメリカ合衆国下院付き牧師となり、毎日の議事進行を祈祷で開幕させた。1822年から1872年までガーリーはアメリカ植民地協会(ASC)の代理人及び書記官として行動した。1824年に彼は西アフリカの地を黒人達の国としてリベリアと命名し、首都を当時のアメリカ合衆国第5代大統領ジェームズ・モンローに因んでモンロビアと名付けた。前大統領ジェームズ・マディソンの遺志によって2,000ドルがガーリーを通じて協会に遺贈された。彼はアフリカを3回訪問し、リベリア創立者の1人となった。植民地化の仕事を助けるためにイギリスも訪問した。協会の代理人として最初の10年間に協会の年収を778ドルから40,000ドルに増やした。1872年7月31日ワシントンD.C.で死んだ。
彼は1835年に『ジェフディ・アシュマンの生涯』、1841年には『アメリカ植民地協会のためのイギリスへの任務』報告書、そして1844年に『シルベスター・ラーニド牧師の生涯と雄弁さ』を書いている。